# Лазакович, Николай Викторович
Никола́й Ви́кторович Лазако́вич (5 марта 1954, Бобруйск, Могилёвская область — 23 декабря 2017, Минск) — доктор физико-математических наук (1996), профессор кафедры функционального анализа.

## Краткая биография
Николай Викторович в 1976 г. закончил механико-математический факультет БГУ и поступил в аспирантуру Вильнюсского государственного университета. Под руководством Й. П. Кубилюса защитил диссертацию на степень кандидата физико-математических наук и был зачислен в штат кафедры функционального анализа Белорусского государственного университета. Работая на кафедре, активно занимался научными исследованиями.
В 1996 г. защитил диссертацию на степень доктора физико-математических наук. Николаем Викторовичем создана белорусская научная школа, основным направлением которой является разработка теории алгебр обобщенных случайных процессов и применение её в стохастическом анализе. Н. В. Лазакович ведет большую педагогическую работу. Читает лекционный курс: «Теория вероятностей и математическая статистика», а также ряд специальных курсов для студентов механико-математического факультета. Является руководителем курсовых и дипломных работ студентов, а также научной работы аспирантов. Им опубликовано более 70 научных работ.
Николай Викторович скончался 23 Декабря 2017 года, в своей квартире в Минске. Так как в последние годы Николай Викторович жил один, то обстоятельства его кончины не известны. Похоронен в Борисове, на кладбище по московскому шоссе.

## Научная деятельность
Область его профессиональных интересов связана с двумя направлениями:
- предельные теоремы теории вероятностей;
- дифференциальные уравнения со случайными функциями в алгебрах обобщенных случайных процессов[5].

### Научные интересы
- стохастический анализ
- стохастические дифференциальные уравнения
- дифференциальные уравнения с обобщенными коэффициентами
- предельные теоремы теории вероятностей
- обобщенные функции и стохастические процессы

### Публикации
Автор более 100 научных и научно-методических работ. Среди них 9 учебных и учебно-методических пособий. Им опубликовано более 70 научных работ. Наиболее значимые:
- Русско-белорусский математический словарь [Я. В. Радыно и др.]. — Минск, 1993. −239 с.;
- Теория вероятностей: учебник / Н. В. Лазакович, С. П. Сташулёнок, О. Л. Яблонский. — 2-е изд., перераб. и доп. — Минск: БГУ, 2007.-311 с.
- Лазакович Н. В., Яблонский О. Л. Стохастические $theta$-дифференциалы в алгебре обобщенных случайных процессов // Доклады НАН Беларуси. — 1998. — Т. 42, № 4. — С. 18-22.
- Лазакович Н. В., Яблонский О. Л. О приближении решений одного класса стохастических уравнений // Сиб. матем. журнал. — 2001. — Т. 42, № 1. — С. 87-102.
- Ковальчук А. Н., Лазакович Н. В., Яблонский О. Л. О приближении решений новых классов стохастических уравнений в $theta$-интегралах // Вести НАН Беларуси. Сер.
- Лазакович Н. В., Яблонский О. Л. Предельное поведение итовских конечных сумм с осреднением // Теория вероятностей и её применения. — 2005. — Т. 50, № 4. — С. 711—732.
- Лазакович Н. В., Сташулёнок С. П. Аппроксимация стохастических интегралов Ито и Стратоновича элементами прямого произведения алгебр обобщённых случайных процессов// Теория вероятностей и её применения. — 1996. — Т. 41, вып.4. — C. 785—809.
- Лазакович Н. В., Сташулёнок С. П., Стемковская Т. В. Ассоциированные решения уравнений в дифференциалах в прямом произведении алгебр обобщённых случайных процессов//Теория вероятностей и её применения. — 1998. — Т. 43, вып.2. — С. 272—293. (недоступная ссылка)
- Lazakovich, N.V.; Yablonskii, O.L. On Approximation of Solutions to One Class of Stochastic Equations. Siberian Mathematical Journal. — 2001. — Vol. 42, Iss. 1. — P. 75-90.

Учебники, методические пособия
- Лазакович Н. В., Сташуленок С. П., Яблонский О. Л.. Курс теории вероятностей : учебное пособие. — Минск : Электронная книга БГУ, 2003. — 322 с.
- Жданович В. Ф., Лазакович Н. В., Радыно Н. Я., Сташуленок С. П. Задания к лабораторным работам по курсу теории вероятностей и математической статистики в двух частях. Часть 2. : для студентов специальности H.01.01.00 «Математика». — Минск : БГУ, 1999. — 48 с.

## Награды
Грамота Министерства образования Республики Беларусь (2008).